# Zosime valida
Zosime valida är en kräftdjursart som beskrevs av Georg Ossian Sars 1919. Zosime valida ingår i släktet Zosime och familjen Tisbidae. Arten är reproducerande i Sverige. Inga underarter finns listade i Catalogue of Life.